# Kagganmardi, Gulbarga
Kagganmardi là một làng thuộc tehsil Gulbarga, huyện Gulbarga, bang Karnataka, Ấn Độ.